# Julien Samuel
Pour les articles homonymes, voir Samuel (nom de famille).
Julien Samuel (10 octobre 1912 à Mulhouse - 16 septembre 1981 à Boulogne-Billancourt) est une des personnalités du judaïsme français à l'Œuvre de secours aux enfants (OSE) puis au Fonds social juif unifié (FSJU).

## Éléments biographiques
Julien Samuel est né le 10 octobre 1912 à Mulhouse alors en Alsace-Lorraine (Empire allemand). Il est le fils de Moïse Samuel et de Sara Samuel.
Il fait ses études secondaires à Strasbourg.

### L'OSE
En octobre 1942, dans la maison d'enfants Le Couret (Haute-Vienne) Julien Samuel épouse Vivette Hermann, assistante volontaire au camp de Rivesaltes

### FSJU
Julien Samuel quitte l'OSE en 1950, pour prendre la direction du FSJU.

### L'Arche
Le Fonds social juif unifié (FSJU) est créé en 1950 pour favoriser la reconstruction de la communauté juive de France après la Shoah. 
Le magazine L'Arche est fondé en 1957 et dirigé à l'époque par Julien Samuel et Michel Salomon.

## Sépulture
Au cimetière parisien de Bagneux, la sépulture de Julien Samuel est située division 111, section 1, ligne 2 et tombe 20.